# Liste der Biografien/Conf
Liste der Biografien |
Portal Biografien |
Personensuche
# |
A |
B |
C |
D |
E |
F |
G |
H |
I |
J |
K |
L |
M |
N |
O |
P |
Q |
R |
S |
T |
U |
V |
W |
X |
Y |
Z |
?
 
Ca |
Cb |
Cc |
Ce |
Ch |
Ci |
Cj |
Ck |
Cl |
Cm |
Cn |
Co |
Cr |
Cs |
Ct |
Cu |
Cv |
Cw |
Cy |
Cz
 
Coa–Cod |
Coe–Cok |
Col |
Com |
Con |
Coo–Coq |
Cor |
Cos |
Cot |
Cou |
Cov |
Cow |
Cox |
Coy |
Coz
 
Cona |
Conb |
Conc |
Cond |
Cone |
Conf |
Cong |
Conh |
Coni |
Conj |
Conk |
Conl |
Conn |
Cono |
Conq |
Conr |
Cons |
Cont |
Conu |
Conv |
Conw |
Cony |
Conz
Die Liste der Biografien führt alle Personen auf, die in der deutschsprachigen Wikipedia einen Artikel haben. Dieses ist eine Teilliste mit 34 Einträgen von Personen, deren Namen mit den Buchstaben „Conf“ beginnt.

## Conf

### Confa
- Confais, Aloïs (* 1996), französischer Fußballspieler
- Confait, Vincent (* 1959), seychellischer Sprinter
- Confalone, Al (1931–1994), US-amerikanischer Marathonläufer
- Confalone, Marina (* 1951), italienische Schauspielerin
- Confalonieri, Carlo (1893–1986), italienischer Geistlicher, Kurienkardinal der römisch-katholischen KircheCarlo Confalonieri (1893–1986)

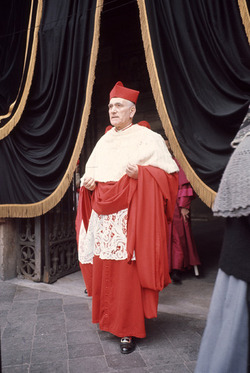
Carlo Confalonieri (1893–1986)

- Confalonieri, Corrado († 1351), italienischer Einsiedler, Heiliger
- Confalonieri, Diego (* 1979), italienischer Degenfechter
- Confalonieri, Federico (1785–1846), italienischer Freiheitskämpfer während des Risorgimento
- Confalonieri, Maria Giulia (* 1993), italienische Radsportlerin

### Confe
- Confeld von Felbert, Eugen (* 1856), deutscher Architekt und Maler
- Confer, Bernard A. (1914–1988), US-amerikanischer Verbandsfunktionär
- Confesor, Tomas (1891–1951), philippinischer Politiker

### Confi
- Confiant, Raphaël (* 1951), kreolischer Schriftsteller

### Confl
- Conflans, Godefroy Maurice de († 1725), französischer Geistlicher, Bischof von Puy
- Conflans, Guillaume de († 1294), Bischof von Genf
- Conflans, Louis de marquis d’Armentières (1711–1774), Marschall von Frankreich
- Conflans, Louis Gabriel Marquis de (1735–1789), französischer Maréchal de camp
- Confluentinus, Hierotheus (1682–1766), katholischer Priester, Kapuziner, Historiker, Schriftsteller und Ordensprovinzial

### Confo
- Conforti, Gino (* 1932), US-amerikanischer Schauspieler
- Conforti, Giovanni Luca († 1608), italienischer Sänger, Musiktheoretiker und Komponist
- Conforti, Guido Maria (1865–1931), italienischer Geistlicher römisch-katholischer Bischof
- Conforti, Gustavo (1879–1975), italienischer Schauspieler
- Conforti, Michele, italienischer Mathematiker
- Conforto, Fabio (1909–1954), italienischer Mathematiker
- Conforto, Michael (* 1993), US-amerikanischer Baseballspieler
- Conforto, Nicola (1718–1793), italienischer Opern-Komponist
- Confortola, Antonella (* 1975), italienische Skilangläuferin und Bergläuferin
- Confortola, Elisa (* 2002), italienische Shorttrackerin
- Confortola, Silvio (1910–2003), italienischer Skilangläufer
- Confortola, Yuri (* 1986), italienischer Shorttracker

### Confr
- Confrey, Zez (1895–1971), US-amerikanischer Komponist und Interpret des Ragtime

### Confu
- Confurius, Gerrit (* 1946), deutsch-niederländischer Schriftsteller und Autor
- Confurius, Henriette (* 1991), deutsch-niederländische Schauspielerin
- Confurius, Lucas (* 1989), deutsch-niederländischer Schauspieler